# Cristóbal Bencomo y Rodríguez
Cristóbal Bencomo y Rodríguez (San Cristóbal de La Laguna, 30 agosto 1758 – Siviglia, 15 aprile 1835) è stato un arcivescovo cattolico spagnolo, confessore di re Ferdinando VII di Spagna.
Bencomo è stata la forza trainante delle creazioni dell'Università di La Laguna (la prima delle Canarie) e della diocesi di San Cristóbal de La Laguna, e la conseguente assegnazione delle isole a questa nuova sede vescovile. Noto a molti reali ed ecclesiastici, è stata una delle più importanti personalità della Chiesa cattolica spagnola. I suoi titoli nobiliari più rinomati comprendono quelli di gran inquisitore di Spagna (carica da lui stesso rifiutata), gran croce dell'Ordine di Carlo III, membro del consiglio e della camera di Castiglia e arcivescovo titolare di Eraclea in partibus, di nomina papale.

## Biografia

### Primi anni
Cristóbal Bencomo nacque a San Cristóbal de La Laguna, sull'isola di Tenerife il 30 agosto 1758. I suoi genitori erano Don Francisco Braulio Bencomo e Doña Bárbara Rodríguez Fleitas.
Con i due fratelli Pedro José e Santiago contribuì notevolmente alla creazione dell'Università di San Ferdinando (ora Università di La Laguna), alla costruzione di opere nella cattedrale dell'isola e alla creazione della diocesi di San Cristóbal de La Laguna. I fratelli erano discendenti di Kebehi Benchomo, ultimo mencey, re dei guanci di Taoro. Anche se in stretta collaborazione tra di loro, solo Cristóbal Bencomo avrebbe avuto un ruolo decisivo nella creazione dell'università e della sede vescovile.
Si crede che Cristóbal abbia iniziato i suoi studi sotto la guida dei frati francescani del convento di San Miguel de las Victorias (ora Real Santuario del Santísimo Cristo de La Laguna). In quanto non appartenente alla borghesia spagnola, decise di intraprendere la carriera ecclesiastica, all'epoca considerata, insieme con i militari, tra una delle più fruttuose.
Cristóbal eccelleva negli studi filosofici e teologici, con una vasta conoscenza della lingua e della letteratura latina. Dopo aver completato gli studi, il vescovo della diocesi delle Canarie, Joaquín de Herrera gli diede, nel 1790, la tonsura e il titolo di predicatore, così come la nomina a sacro cerimoniere. Dopo di ciò Cristóbal si trasferì a Madrid, in cerca di migliori aspettative di lavoro, e dove si dedicò allo studio della lingua e della letteratura greca.

### Confessore del re
Il Re Carlo IV di Spagna lo nominò nel 1793 Maestro di Filosofia e Politica dei suoi paggi cavalieri e successivamente professore di latino del Principe delle Asturie, con la dignità di cantore (chantre) di Plasencia. Più tardi, nel 1780, fu nominato confessore del principe Ferdinando VII.
Quando Carlo IV e suo figlio Fernando VII partirono per Bayonne per incontrare Napoleone Bonaparte, Bencomo tornò per un po' di tempo a Tenerife, fino al 1814. Quando Fernando VII rientrò a Madrid, chiese la presenza a corte del suo confessore. Il re ordinò che si inviasse sull'isola una nave da guerra con l'unico scopo di trasferire Bencomo di nuovo a Corte con tutta la pompa possibile.
Nel 1815 il re conferì a Cristóbal Bencomo y Rodríguez l'onore di membro del consiglio e della camera di Castilla e la Gran Croce del reale e distinto Ordine di Carlo III, la cui insegna gli fu consegnata dal re stesso nel 1817. Nello stesso anno Bencomo fu nominato vescovo titolare di Eraclea di Europa da papa Pio VII in partibus con la presentazione dell'infante Carlo Maria Isidoro di Borbone-Spagna.

### La creazione dell'università e del vescovado

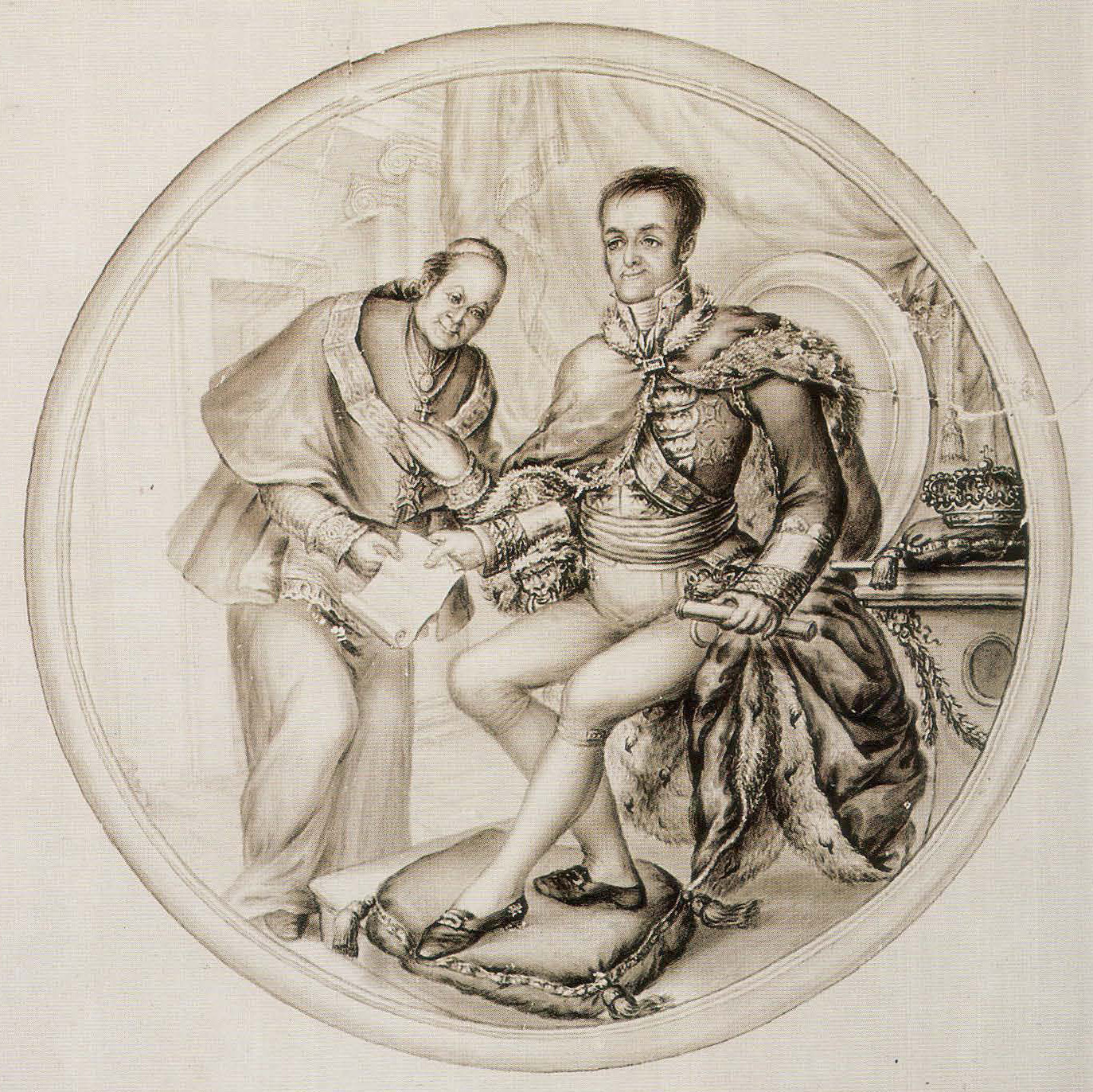
Il Re Fernando VII dà a Cristóbal Bencomo la bolla papale della creazione della Diocesi. Incisione di Juan Abreu, ca. 1830.

Cristóbal Bencomo y Rodríguez è stato determinante nel creare la prima università delle Isole Canarie, l'Universidad Literaria de San Fernando di San Cristóbal de La Laguna (Università di La Laguna). Questa istituzione fu creata con regio decreto nel 1816.
Inoltre, Bencomo fu anche promotore della creazione della Diocesi di San Cristóbal de La Laguna. Nel 1818, in collaborazione con il clero e le autorità di Tenerife, egli chiese alla Santa Sede la creazione di una nuova diocesi nelle Isole Canarie. Il documento relativo, chiamato Istruzione della Camera dei Castilla, ebbe il pieno sostegno del re Fernando VII. Il 1º febbraio 1819 una bolla papale approvò la suddivisione della diocesi delle Isole Canarie in due diocesi. Infine, tra febbraio e dicembre 1819, fu creata la nuova diocesi di San Cristóbal de La Laguna. Essa comprende le isole di Tenerife, La Palma, La Gomera e El Hierro.
Il significato storico della creazione della Diocesi di San Cristóbal de La Laguna e il ruolo fondamentale che ha giocato nella stessa Cristóbal Bencomo, sono giustificati dal fatto che i tentativi di erigere una diocesi con sede nell'isola di Tenerife risalivano ai primi anni del Cinquecento, subito dopo il completamento della conquista delle Canarie da parte della Corona di Castiglia. In realtà, il suo primo promotore fu Alonso Fernández de Lugo (conquistatore delle isole di La Palma e Tenerife e primo Adelantado delle Isole Canarie). Alla creazione della nuova diocesi si era sempre opposto l'unico vescovo delle isole Canarie e i membri del capitolo della cattedrale, la cui sede era Gran Canaria. Da allora, clero e fedeli di Tenerife chiedevano l'istituzione di una nuova diocesi. Grazie all'astuzia di Cristóbal Bencomo e al prezioso supporto del suo benefattore, Fernando VII, si giunse rapidamente allo scopo.

### Ultimi anni e la morte
Nel 1818, Fernando VII lo nominò inquisitore generale di Spagna, anche se questa istituzione era ormai in declino presso le Cortes di Cadice. Bencomo respinse questa nomina, avendo capito che l'Inquisizione era un'istituzione destinata a scomparire e non godeva molta simpatia presso la maggioranza delle istituzioni laiche ed ecclesiastiche. Da questo momento, la sua influenza sulla corte spagnola e il Re prese a declinare.
Bencomo, anziano e ammalato, si trasferì, con il permesso del Re, a Siviglia, dove godé la dignità di "Arcidiacono di Carmona". A Siviglia egli prestò la sua assistenza alla popolazione nei casi di calamità pubbliche e in quello di un'epidemia di colera che colpì la città nel 1823. A dimostrazione del riconoscimento dei sivigliani, il suo ritratto è esposto accanto ad altre figure illustri, nella biblioteca colombina della Cattedrale di Siviglia, biblioteca situata nel Patio de los Naranjos.
Cristóbal Bencomo e i suoi fratelli contribuirono finanziariamente alla costruzione della facciata neoclassica della Cattedrale di San Cristóbal de La Laguna e la biblioteca personale di Cristóbal fu donata alla Diocesi di San Cristóbal de La Laguna, la stessa che aveva contribuito a creare. Inoltre, Bencomo donò alla cattedrale due reliquie: un pezzo del mantello di San Ferdinando III di Castiglia e un osso di San Giacomo il Minore.
Bencomo morì a Siviglia il 15 aprile 1835. Fu temporaneamente sepolto nella Cattedrale di Siviglia, nella cappella della Madonna della Concezione la Grande, vicino alla Cappella Reale. Ci rimase fino al 1837, quando i suoi resti furono trasferiti alla Cattedrale di La Laguna, nelle native Canarie.

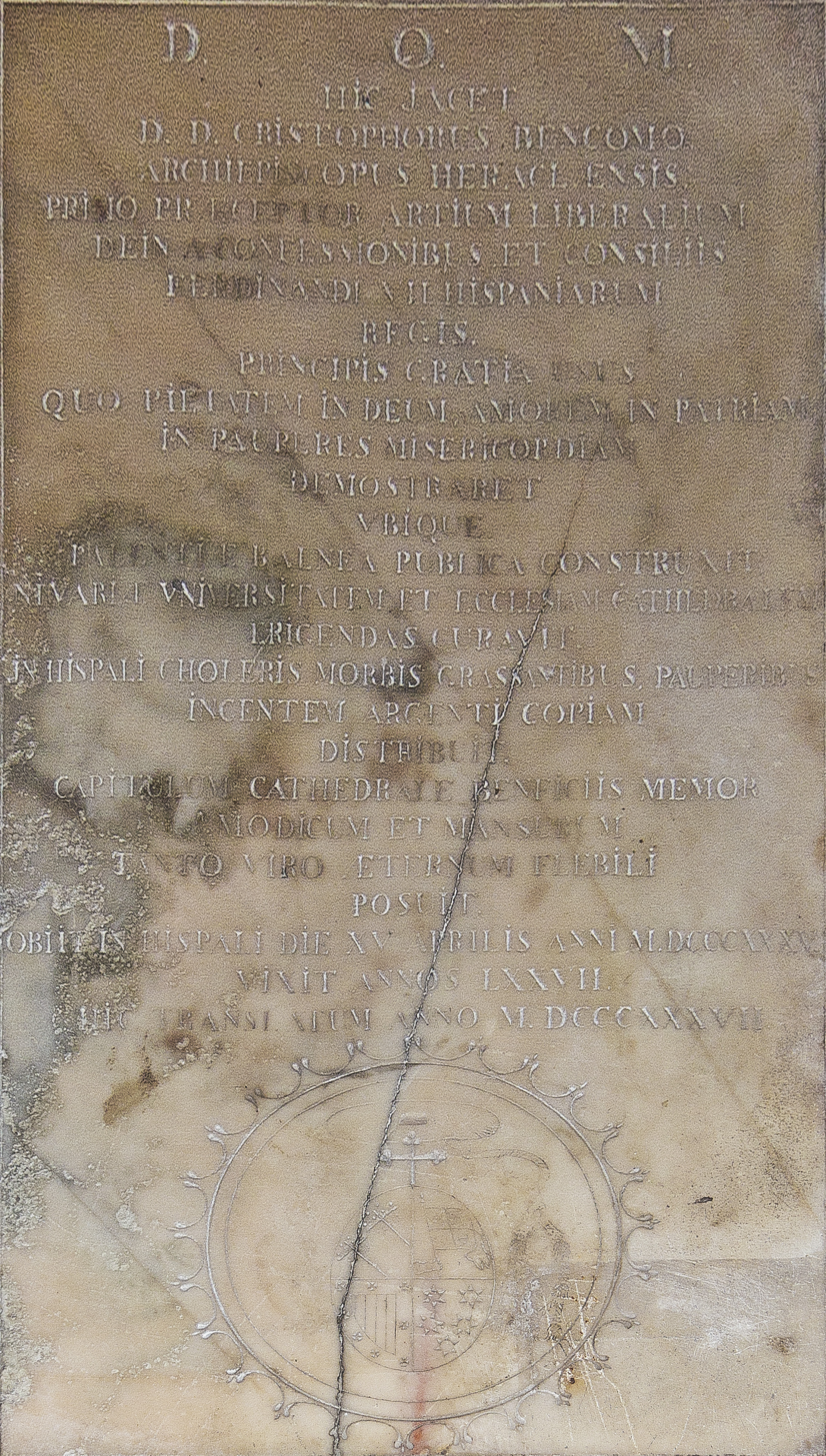
Tomba di Cristóbal Bencomo sul lato destro della cappella maggiore della Cattedrale di La Laguna.

## I fratelli
I due fratelli di Cristóbal Bencomo sono stati anche due dei chierici più influenti della storia delle Canarie.
Suo fratello Pedro José (1749-1828), che era un canonico della Cattedrale di Santa Ana a Las Palmas de Gran Canaria, in seguito alla creazione della nuova diocesi, ne divenne il primo decano. Inoltre, Pedro José era commissario reale per l'istituzione dell'Università di San Fernando, insieme a don Alonso de Nava y Grimón, che è stato il suo primo rettore.
Santiago Bencomo (1754-1818) è stato anche decano della Cattedrale di Santa Ana de Las Palmas e canonico della stessa. Ha avuto anche i titoli di cavaliere in pensione del reale e distinto Ordine di Carlo III, un dottorato in Sacra Teologia ed è stato vescovo eletto di Astorga. Nella sua biografia si racconta che, quando era canonico della Cattedrale di Santa Ana, nelle isole scoppiò nel 1810 un'epidemia di febbre gialla e tutte le autorità politiche, militari ed ecclesiastiche di Las Palmas lasciarono la città, rifugiandosi nella parte interna dell'isola di Gran Canaria, ma Bencomo rimase al suo posto per fornire aiuto alle persone colpite.

## Eredità
Cristóbal Bencomo y Rodríguez fu uomo di grande cultura, il grande artefice della creazione della prima università nelle isole Canarie, con sede nella sua città natale di San Cristóbal de La Laguna, una città che è stata quindi equiparata alle grandi città del Regno di Spagna che hanno avuto anche prestigiose università, come è il caso,  forse il più famoso di Spagna, dell'Università di Salamanca.
Nel suo ruolo di promotore della creazione della diocesi, si presume che egli sia stato il promotore dell'indipendenza ecclesiastica dell'isola di Tenerife e delle isole occidentali delle Canarie, rispetto a un'unica sede vescovile a Las Palmas de Gran Canaria e che questa indipendenza, in termini generali, sia stata considerata benefica per le isole della diocesi di San Cristóbal de la Laguna e in particolar modo per la società e il clero dell'isola di Tenerife.
Tuttavia, questo fatto è anche stato oggetto di polemiche, dal momento che proprio la creazione della nuova diocesi è stata considerata come l'elemento promotore denominato Pleito insular, vale a dire, il confronto che ha coinvolto, nel corso dei secoli recenti, le borghesie delle isole di Tenerife e di Gran Canaria, per l'egemonia economica, politica e istituzionale all'interno delle isole Canarie stesse. Altri credono che tale querelle abbia avuto inizio molto tempo prima, vale a dire con la collaborazione del leader aborigeno di Gran Canaria, Tenesor Semidán (Fernando Guanarteme), nella conquista di Tenerife.

## Opere letterarie
Cristóbal Bencomo è stato autore di numerose opere letterarie:
- Instituciones Filosóficas para la enseñanza del Príncipe
- Carta a una señorita que le participó su estado de matrimonio (1804)
- Informe presentado a S.M. sobre el establecimiento de la Universidad en Canarias (1816)

Inoltre, Cristóbal Bencomo tradusse dal greco il Nuovo Testamento, Sueño de Luciano e Tabla de Cebes. Ha anche scritto diverse lettere dottrinali.

## Genealogia episcopale
La genealogia episcopale è:
- Cardinale Scipione Rebiba
- Cardinale Giulio Antonio Santori
- Cardinale Girolamo Bernerio, O.P.
- Arcivescovo Galeazzo Sanvitale
- Cardinale Ludovico Ludovisi
- Cardinale Luigi Caetani
- Cardinale Ulderico Carpegna
- Cardinale Paluzzo Paluzzi Altieri degli Albertoni
- Papa Benedetto XIII
- Papa Benedetto XIV
- Papa Clemente XIII
- Cardinale Francesco Saverio de Zelada
- Cardinale Antonio Sentmanat y Castellá
- Cardinale Luis María de Borbón y Vallabriga
- Arcivescovo Cristóbal Bencomo y Rodríguez